# Le Poète Mistral
Le Poète Mistral est une des nouvelles des Lettres de mon moulin d'Alphonse Daudet.

## Publication
Le Poète Mistral est initialement publié dans le quotidien L'Événement du 21 septembre 1866, avant d'être inséré dans la première édition en recueil par Hetzel, en 1869, des Lettres de mon moulin.

## Résumé
Daudet rend visite à son ami Frédéric Mistral à Maillane : sur la table de travail du poète, Calendal, au-dehors, une fête provençale, reliant les deux, la langue ; 
« Puis, voilà qu’un beau jour le fils d’un de ces paysans s’éprend de ces grandes ruines et s’indigne de les voir ainsi profanées ; vite, vite, il chasse le bétail hors de la cour d’honneur ; et, les fées lui venant en aide, à lui tout seul il reconstruit le grand escalier, remet des boiseries aux murs, des vitraux aux fenêtres, relève les tours, redore la salle du trône, et met sur pied le vaste palais d’autre temps, où logèrent des papes et des impératrices.
Ce palais restauré, c’est la langue provençale.
Ce fils de paysan, c’est Mistral. »

## Adaptation
Le Poète Mistral a été enregistré par Fernandel.